# Violator
Violator är Depeche Modes sjunde studioalbum, utgivet den 19 mars 1990. Violator har sålt cirka 7,5 miljoner exemplar världen över och är därmed gruppens bäst säljande album. Albumet är rankat som ett av de 500 bästa albumen någonsin enligt tidningen Rolling Stones lista The 500 Greatest Albums of All Time.
Skivan producerades av Depeche Mode och Flood. Albumet mixades av François Kevorkian, förutom låten Enjoy the Silence, som mixades av Flood och Daniel Miller.

## Låtförteckning
Alla låtar är skrivna av Martin Gore.
1. "World in My Eyes" – 4:26
2. "Sweetest Perfection" – 4:43
3. "Personal Jesus" – 4:56
4. "Halo" – 4:30
5. "Waiting for the Night" – 6:07
6. "Enjoy the Silence" – 6:12
"Interlude #2 – Crucified" – 1:52 (dolt spår börjar 4:21)
7. "Policy of Truth" – 4:55
8. "Blue Dress" – 5:41
"Interlude #3" – 1:23 (dolt spår börjar 4:18)
9. "Clean" – 5:28

Låt 6B och 8B är instrumentala mellanspel och inte omnämnda på omslaget.

## Medverkande
- Andrew Fletcher – keyboard, vocoder: "Crucified"
- David Gahan – sång, stämsång: "Sweetest Perfection", gitarr: "Interlude # 3"
- Martin L. Gore – keyboard, gitarr, bas: "Clean", stämsång, sång: "Sweetest Perfection", "Blue Dress"
- Alan Wilder – keyboard, programmering, trummor: "Clean", stämsång